# Cattedrale della Madonna del Perpetuo Soccorso
La cattedrale della Madonna del Perpetuo Soccorso (in albanese: Katedralja e Zonja Jone e pandërprerë soccorso në Prizren) è la cattedrale cattolica di Prizren, in Kosovo, e sede della diocesi di Prizren-Pristina.

## Storia
La cattedrale di Prizren è stato realizzata nel 1870 per volere di Dario Bucciarelliego, arcivescovo di Skopje. La torre dell'orologio è stata costruita da Thomas Glasnović, architetto e monaco arbanasi. Tra gli affreschi della cattedrale, sul lato nord è visibile il murale raffigurante Skanderbeg, dipinto nel 1883 da Gjergj Panaritiego, monaco e pittore albanese di Coriza.